# Alex Freeman
Pour les articles homonymes, voir Freeman.
Alex Freeman est un footballeur libérien né le 3 janvier 1970.

## Carrière
- 1987-94 : Invincible Eleven  Liberia
- 1995-96 : Al Nasr Riyad  Arabie saoudite
- 1996-97 : Al Rayyan Club  Qatar
- 1997-98 : Perlis FA  Malaisie
- 1999-2001 : Selangor FA  Malaisie

## Sélections
- ? sélections et ? buts avec le  Liberia de 1988 à 1997.